# 福岡ギラソール
福岡ギラソール（ふくおかギラソール、英: Fukuoka Girasol）は、日本の女子バレーボールチーム。福岡市を本拠地とし、フレンドリータウンは遠賀郡岡垣町・古賀市・糟屋郡粕屋町及び朝倉市。
2025-26シーズンはV.LEAGUE WOMENに所属。

## 概要
元ビーチバレー男子日本代表監督の高尾和行が、福岡春日シーキャッツを解雇や退団となった選手たちと共に2021年4月に設立。運営は一般社団法人福岡ギラソール。コーチに元女子日本代表の松浦麻琴が就任。福岡春日シーキャッツは全選手退団となってカノアラウレアーズ福岡へとチーム名変更して福智町に移転したため、福岡春日シーキャッツの事実上の後継チームといえる。
チーム名は選手が話し合って決めたスペイン語でヒマワリのギラソール。北九州市花であり、奇しくもかつて高尾も所属した住友金属ギラソール（本拠地：北九州市）と同じ名称、また、ギラヴァンツ北九州とも同じ由来になるなど北九州市との縁が深い。
2022年に福岡県朝倉市、翌年には古賀市、2025年には岡垣町とフレンドリータウン協定を提携した。
全国6人制リーグ総合優勝大会は2022年度にグランドチャンピオンマッチ4位、2023年度と2024年度は3位。2023年度全日本6人制クラブカップ女子選手権大会は決勝トーナメント進出という成績を残している。
また、2022年には8名、2023年度には7名が国民体育大会バレーボール競技の福岡県選抜に選ばれ実質的に国体福岡県代表の中核となっている。
2025年3月19日に行われたJVL理事会において2025-26シーズンのVライセンス交付が承認され、Vリーグ参入が内定した。

## 成績

### 主な成績
全国6人制リーグ総合男女優勝大会
- 優勝 なし
- 最高成績 3位（2023年度・2024年度）

全日本6人制クラブカップ女子選手権
- 最高成績 8位（2022年度）

天皇杯・皇后杯全日本選手権大会
- 本選一回戦敗退（2022年度）

## ホームゲーム開催会場
- 照葉積水ハウスアリーナ（2022-23年）
- クロスパルこが（2024年-25年）

## 選手・スタッフ(2025-26)

### 選手
| 背番号                                     | 名前       | シャツネーム | 生年月日（年齢）       | 身長 | 国籍 | Pos | 在籍年  | 前所属              | 備考                     |
| ------------------------------------------ | ---------- | ------------ | ---------------------- | ---- | ---- | --- | ------- | ------------------- | ------------------------ |
| 2                                          | 矢山美沙   |              | 1989年12月15日（35歳） | 180  | 日本 | MB  | 2021年- | 福岡春日            |                          |
| 3                                          | 鶴上ひまり |              | 2001年5月8日（24歳）   |      | 日本 | OH  | 2024年- | 関西福祉大学        |                          |
| 5                                          | 大熊亜希   |              | 1989年1月2日（36歳）   | 175  | 日本 | MB  | 2021年- | 福岡春日            |                          |
| 6                                          | 髙山侑花   |              | 1993年2月12日（32歳）  | 173  | 日本 | OH  | 2021年- | 福岡大学            | キャプテン               |
| 7                                          | 福島世奈   |              | 2004年10月15日（20歳） |      | 日本 | S   | 2023年- | 八女学院高校        |                          |
| 8                                          | 林清香     |              | 2001年5月10日（24歳）  |      | 日本 | S   | 2024年- | 関西福祉科学大学    |                          |
| 9                                          | 在家涼風   |              | 2004年8月19日（20歳）  |      | 日本 | OH  | 2025年- | 一関修紅高校        | 新加入                   |
| 12                                         | 櫻木春香   |              | 2002年5月29日（23歳）  | 175  | 日本 | MB  | 2025年- | 大阪学院大学        | 新人                     |
| 14                                         | 古島七海   |              | 2000年10月16日（24歳） | 170  | 日本 | OH  | 2025年- | 鹿児島銀行（9人制） | 新加入、マネージャー兼任 |
| 出典：チーム公式サイト 更新：2025年6月13日 |            |              |                        |      |      |     |         |                     |                          |

### スタッフ
| 役職                                       | 名前       | 備考 |
| ------------------------------------------ | ---------- | ---- |
| 監督                                       | 高尾和行   |      |
| コーチ                                     | 松浦麻琴   |      |
| コーチ                                     | 佐々木海人 |      |
| ビーチバレー選手                           | 真田知紗都 |      |
| 出典：チーム公式サイト 更新：2025年6月13日 |            |      |

## 在籍していた主な選手
- 石田早織
- 赤星七星
- 石川真奈